# Berliet D
Der Berliet D war ein nur als Chassis mit Motor erhältliches Fahrzeug von Berliet in Lyon aus dem Jahr 1901.

## Geschichte und Technik
Das Fahrzeug erhielt seine allgemeine Betriebserlaubnis durch den örtlich und sachlich zuständigen Inspecteur des Mines im November 1901. Das Produktionsende ist aus den Akten von Berliet nicht zu ermitteln, dürfte aber spätestens auf 1905 zu datieren sein: Zu dieser Zeit wurde der Berliet H eingeführt, der aufgrund ähnlicher technischer Daten als Nachfolger des Typs D anzusehen ist.
Das Fahrzeug war mit vier unterschiedlichen Motoren lieferbar.
Der Antrieb erfolgte über Ketten auf die Hinterachse. Das Getriebe hatte 4 Vorwärtsgänge. Das Fahrzeug hatte Rechtslenkung.
Von den Fahrzeugen sind nur wenige erhalten. Eines wird als „Berliet tonneau type D, 1901, moteur 4 cyl. 100 x 120, 3750 cm³ , boîte 4 vitesses AV et 1 AR, transmission par chaînes.“ beschrieben. Ein Berliet D ist im Conservatoire der Fondation Berliet erhalten.

## Varianten
Es gab für den hier behandelten Typ vier Motorvarianten, deren technische Daten der
folgenden Übersicht entnommen werden können. Eine Publikation, die alle bei Berliet gebauten Typen mit ihren Varianten abhandelt, gibt es bislang nicht. Die technischen Daten wurden deshalb im Wesentlichen den Anträgen von Berliet auf Erteilung einer allgemeinen Betriebserlaubnis an die zuständige Behörde (Ingenieur des mines) entnommen. Diese Anträge sind alle erhalten und in der Fondation Berliet in Lyon einsehbar und durchnummeriert.
| Typ | Motor | Zyl. | Bohrg. | Hub | Hubr. | /min | CV    | CV      | Bem.,        |
|     | Typ   | Zahl | mm     | mm  | cm³   | max  | fisc. | reelles | Quelle       |
| --- | ----- | ---- | ------ | --- | ----- | ---- | ----- | ------- | ------------ |
| D   | .     | 2    | 80     | 120 | 1206  | 700  | .     | 6       | Berliet 6HP  |
| D   | .     | 4    | 80     | 120 | 2413  | 700  | .     | 12      | Berliet 12HP |
| D   | .     | 2    | 100    | 120 | 1885  | 700  | .     | 8       | Berliet 8HP  |
| D   | .     | 4    | 100    | 120 | 3770  | 700  | 12    | 16      | Berliet 16HP |